# 신천대로 (달성 대구)
| 2001년 이전 고속국도 노선 (기종점은 2001년 8월 24일 이전을 기준으로 함) | 2001년 이전 고속국도 노선 (기종점은 2001년 8월 24일 이전을 기준으로 함) |
| ----------------------------------------------------------------------- | ----------------------------------------------------------------------- |
| 노선 기호와 사용 연도                                                   |                                                                         |
| 1984년 ~ 1996년                                                         |                                                                         |
| 노선명                                                                  | 구마고속도로지선 (고속국도 제7-2호선)                                   |
| 기점                                                                    | 대구광역시 서구                                                         |
| 종점                                                                    | 대구광역시 서구                                                         |

신천대로(新川大路, 대구광역시도 제11호선)는 대구광역시 달서구 월성동 남대구 나들목에서 금호강변과 신천변을 따라 달성군 가창면 용계교 북단을 잇는 대구의 중요한 도시고속도로다. 대구의 중앙을 남북으로 흐르는 신천, 북부로 흐르는 금호강을 따라 도로를 형성하였고, 다른 도로와의 교차점에는 지하차도로 연결되어 차량의 흐름을 끊지 않는다. 서대구 나들목 ~ 상동교 구간을 신천대로라고 함은 이견이 없으나, 남대구 나들목 ~ 서대구 나들목 구간은 중부내륙고속도로지선과 나란하게 설치되어 있고 도시고속도로라고 칭한다.
성서 나들목에서 삼덕초교에 이르는 20.4 km의 구간은 국토교통부 도로관리청에 의해 자동차 전용도로로 지정되어 있어, 보행자, 자전거 등은 통행할 수 없다. 이륜자동차(모터사이클 혹은 오토바이)는 긴급자동차(싸이카 및 소방용 모터사이클 등)에 한해 통행이 가능하며, 그 밖의 이륜자동차는 통행할 수 없다. 단, 팔달교~침산교 구간에 3공단 방향으로 인도가 설치되어있어 보행이 가능하다(횡단불가).
동대구복합환승센터에서 서대구고속버스터미널을 중간 경유하는 노선들이 이 도로를 이용한다.

## 역사
- 1984년 6월 28일 : 구마고속도로의 이현 분기점 ~ 팔달교 구간이 고속국도 제7의2호선 구마고속도로지선으로 분리[3]
- 1987년 3월 12일 : 신천대로 연결 공사로 인해 대구직할시 서구 비산동 380m 구간 도로구역 변경[4]
- 1987년 9월 29일 : 삼덕초등학교 동편(중구 삼덕동) ~ 대봉동 1.0km 구간, 팔달교 ~ 침산교 4.0km 구간을 자동차 전용도로로 지정[5]
- 1992년 4월 29일 : 기점을 '대구직할시 서구 이현동'에서 '대구직할시 서구 상리동'으로 변경[6]
- 1994년 3월 : 팔달교 ~ 상동교 개통
- 1994년 6월 1일 : 구마고속도로지선 (서대구 나들목 ~ 팔달교 교차로) 2.57km 구간 폐지[7]
- 1996년 7월 1일 : 주변지역의 시가화로 인하여 고속국도로서의 기능이 상실된 구마고속도로지선 노선 지정 폐지[8]
- 1998년 12월 : 성서 나들목 ~ 이현 나들목 구간 구마고속도로 확장과 함께 노선 연장
- 1999년 9월 30일 : 서대구 나들목 ~ 성서 나들목 3.64km 구간을 자동차 전용도로로 지정[9]
- 2010년 6월 : 남대구 나들목 ~ 성서 나들목 구간 중부내륙고속도로지선 확장과 함께 성서 나들목을 포함한 기존 중부내륙고속도로지선 남대구 나들목 ~ 서대구 나들목 구간을 신천대로에 편입하여 노선 연장[출처 필요]
- 2011년 8월 26일 : 신천좌안도로(수성구 파동 파동IC ~ 달성군 가창면 용계리 용계삼거리) 1.8km 구간 임시 개통[10]
- 2011년 9월 20일 : 이현 램프 개통[11]
- 2013년 12월 10일 : 신천좌안도로(남구 봉덕동 ~ 달성군 가창면 용계리) 4.06km 구간을 신천대로로 지정[12]
- 2013년 12월 27일 : 신천좌안도로(남구 봉덕동 ~ 수성구 파동) 2.63km 구간 신설 개통[13]
- 2014년 4월 30일 : 신천좌안도로 구간 자동차 전용도로로 지정[14]

## 신천좌안도로
신천좌안도로는 대구광역시 달성군 가창면과 남구 봉덕동을 연결하는 도로이다.
신천대로의 기존 종점인 남구 봉덕동에서 상동교를 거쳐 가창면으로 가는 4.5km 구간은 평균 10km/h 밖에 되지 않아 이동하는 소요시간이 무려 30분 이상이 걸리는 심각한 상습 정체구간이었는데, 이를 해결하기 위해 2006년 제1차 대도시권 혼잡도로 개선계획에 포함되어 국비 433억원을 포함한 총 878억원의 사업비가 투입해 건설되었다. 2010년 8월에 착공되었고, 2014년 5월 22일에 개통되었다. 신천대로와 직결된다. 이 도로를 건설하면서 상습 정체 교차로였던 상동교 교차로를 입체화시켜 정체 해소에 도움을 주고 있다.

## 주요 경유지
대구광역시
- 달서구 (월성동 · 장동 · 본리동 · 장기동 · 용산동) - 서구 (중리동 · 상리동 · 이현동 · 비산동) - 북구 (노원동3가 · 노곡동 · 조야동 · 침산동 · 칠성동2가 · 칠성동1가) - 중구 (동인동3가 · 동인동4가 · 삼덕동3가 · 대봉동) - 남구 (이천동 · 봉덕동) - 수성구 파동
- 달성군 가창면

## 노선
중부내륙고속도로지선 중복 구간과 신천좌안도로 구간을 포함한다. 상행은 수성구 방면, 하행은 달서구 방면이다.
- 시설물
  - IC : 나들목(Interchange)
  - IS : 삼거리 또는 사거리 형태의 교차로(Intersection)
- (■): 자동차 전용도로 구간

| 종류 | 이름                             | 접속 노선                                                                           | 소재지     | 소재지                                   | 비고                                                      |
| ---- | -------------------------------- | ----------------------------------------------------------------------------------- | ---------- | ---------------------------------------- | --------------------------------------------------------- |
| IC   | 남대구 나들목                    | 451호선 중부내륙고속도로지선 대구광역시도 제28호선 (구마로) (성서공단로) 월곡로94길 | 대구광역시 | 달서구                                   | 기점                                                      |
| IC   | 성서 나들목                      | 국도 제30호선 (달구벌대로)                                                          | 대구광역시 | 달서구                                   |                                                           |
| IC   | (이름 없음)                      | 장산로 선원로59길                                                                   | 대구광역시 | 달서구                                   | 상행 장산로에서 진입만 가능 하행 선원로59길로 진출만 가능 |
| IC   | 서대구 나들목                    | 451호선 중부내륙고속도로지선 대구광역시도 제54호선 (북비산로)                       | 대구광역시 | 서구                                     |                                                           |
| BR   | 달서교                           |                                                                                     | 대구광역시 | 서구                                     |                                                           |
| IC   | 이현램프                         | 대구광역시도 제56호선 (서재로)                                                      | 대구광역시 | 서구                                     | 하행 진출만 가능                                          |
| IS   | 12 매천대교지하차도              | 대구광역시도 제31호선 (매천로)                                                      | 대구광역시 | 서구                                     |                                                           |
| IS   | 1 팔달교 교차로 (팔달교지하차도) | 국도 제4호선 국도 제5호선 국도 제25호선 (칠곡중앙대로) (팔달로)                     | 대구광역시 | 서구                                     |                                                           |
| IS   | 1 팔달교 교차로 (팔달교지하차도) | 국도 제4호선 국도 제5호선 국도 제25호선 (칠곡중앙대로) (팔달로)                     | 대구광역시 | 북구                                     |                                                           |
| IC   | 노곡교 남단                      | 노곡로                                                                              | 대구광역시 | 하행 진출입만 가능                       |                                                           |
| IC   | (이름 없음)                      | 노원로25길                                                                          | 대구광역시 | 3공단 진출로 상행 진출만 가능            |                                                           |
| IC   | 서변대교 남단                    | 대구광역시도 제12호선 (서변남로)                                                    | 대구광역시 | 상행 진출 불가 북대구 나들목과 간접 연결 |                                                           |
| IS   | (이름 없음)                      | 대구광역시도 제59호선 (침산로)                                                      | 대구광역시 | 상행 진출만 가능                         |                                                           |
| IS   | 2 침산교지하차도                 | 국도 제4호선 국도 제25호선 (노원로)                                                 | 대구광역시 |                                          |                                                           |
| IS   | 3 성북교지하차도                 | 대구광역시도 제68호선 (성북로)                                                      | 대구광역시 |                                          |                                                           |
| IS   | 4 도청교지하차도                 | 대구광역시도 제61호선 (중앙대로)                                                    | 대구광역시 |                                          |                                                           |
| IS   | 5 경대교지하차도                 | 대구광역시도 제71호선 (침산남로)                                                    | 대구광역시 |                                          |                                                           |
| IS   | 칠성고가차도 북단                | 대구광역시도 제63호선 (공평로) 칠성시장로                                           | 대구광역시 | 상행 진입 불가 하행 진출 불가            |                                                           |
| BR   | 칠성고가차도                     |                                                                                     | 대구광역시 |                                          |                                                           |
| IC   | 칠성고가차도 남단                | 대구광역시도 제56호선 (칠성남로)                                                    | 대구광역시 | 상행 진입 불가 하행 진출 불가            |                                                           |
| IS   | 6 신천교네거리 (신천교지하차도)  | 대구광역시도 제54호선 (태평로)                                                      | 대구광역시 | 중구                                     |                                                           |
| IS   | 7 동신교지하차도                 | 대구광역시도 제50호선 (국채보상로)                                                  | 대구광역시 | 중구                                     |                                                           |
| IS   | (이름 없음)                      | 국채보상로150길                                                                     | 대구광역시 | 중구                                     | 상행 진입만 가능                                          |
| IS   | 8 수성교지하차도                 | 대구광역시도 제40호선 (달구벌대로)                                                  | 대구광역시 | 중구                                     |                                                           |
| IS   | (이름 없음)                      | 대구광역시도 제67호선 (동덕로)                                                      | 대구광역시 | 중구                                     | 상행 진출입만 가능                                        |
| IS   | 9 대봉교지하차도                 | 대구광역시도 제38호선 (명덕로)                                                      | 대구광역시 | 중구                                     |                                                           |
| IS   | 9 대봉교지하차도                 | 대구광역시도 제38호선 (명덕로)                                                      | 대구광역시 | 남구                                     |                                                           |
| IS   | 10 희망교지하차도                | 대구광역시도 제36호선 (희망로)                                                      | 대구광역시 |                                          |                                                           |
| IS   | (이름 없음)                      | 대구광역시도 제34호선 (봉덕로)                                                      | 대구광역시 | 상행 진출입만 가능                       |                                                           |
| IS   | 11 중동교지하차도                | 대구광역시도 제28호선 (대덕로) (청수로) 중앙대로22길                                | 대구광역시 |                                          |                                                           |
| IS   | 상동고가교                       | 대구광역시도 제22호선 (앞산순환로) 상화로                                           | 대구광역시 |                                          |                                                           |
| IS   | 두산교 서단                      | 대구광역시도 제22호선 (무학로)                                                      | 대구광역시 |                                          |                                                           |
| IS   | 파동IC삼거리                     | 대구광역시도 제10호선 (앞산터널로)                                                  | 대구광역시 | 수성구                                   |                                                           |
| IS   | 용계교 북단                      | 국가지원지방도 제30호선 (가창로)                                                    | 달성군     | 가창면                                   | 종점                                                      |